# Kincses Mihály
Kincses Mihály, Kirnbauer (Pestszentlőrinc, 1917. szeptember 1. – 1979. október 5.) válogatott labdarúgó, csatár, jobbszélső. 1946-tól Olaszországban élt. Sógora Balogh Miklós szintén válogatott labdarúgó.

## Pályafutása

### Klubcsapatban
1930-ban a Kőbányai EAC csapatában kezdte a labdarúgást. 1934 és 1937 között a Drasche, 1937 és 1938 között a Kistext együttesében játszott. 1938-ban igazolt a Kispesthez. Innen 1941-ben igazolt el a Gamma csapatához, ahol két bajnoki 4. hely volt a legjobb eredménye. 1946-tól olasz csapatokban játszott: Atalanta, Juventus, majd Lucchese. A Juventussal 1947–48-ban bronzérmes lett a bajnokságban.

### A válogatottban
1939 és 1943 között 17 alkalommal szerepelt a válogatottban és 2 gólt szerzett. Négyszeres Budapest válogatott (1938–41), négyszeres B-válogatott (1938).

## Sikerei, díjai
- Magyar bajnokság
  - 4.: 1942–43, 1943–44
- Olasz bajnokság
  - 3.: 1947–48

## Statisztika

### Mérkőzései a válogatottban
| Magyarország | Magyarország         | Magyarország                   | Magyarország | Magyarország | Magyarország | Magyarország | Magyarország | Magyarország |
| #            | Dátum                | Helyszín                       | Hazai        | Eredmény     | Vendég       | Kiírás       | Gólok        | Esemény      |
| ------------ | -------------------- | ------------------------------ | ------------ | ------------ | ------------ | ------------ | ------------ | ------------ |
| 1.           | 1939. június 8.      | Budapest, Üllői úti pálya      | Magyarország | 1 – 3        | Olaszország  | barátságos   | -            |              |
| 2.           | 1939. szeptember 24. | Budapest, Üllői úti pálya      | Magyarország | 5 – 1        | Németország  | barátságos   | 1            | 5'           |
| 3.           | 1939. október 22.    | Bukarest, ANEF-stadion         | Románia      | 1 – 1        | Magyarország | barátságos   | -            |              |
| 4.           | 1939. november 12.   | Belgrád, BSK Stadion           | Jugoszlávia  | 0 – 2        | Magyarország | barátságos   | -            |              |
| 5.           | 1940. március 31.    | Budapest, Üllői úti pálya      | Magyarország | 3 – 0        | Svájc        | Európa-kupa  | -            |              |
| 6.           | 1940. április 7.     | Berlin, Olimpiai Stadion       | Németország  | 2 – 2        | Magyarország | barátságos   | -            |              |
| 7.           | 1940. május 2.       | Budapest, Üllői úti pálya      | Magyarország | 1 – 0        | Horvátország | barátságos   | -            |              |
| 8.           | 1940. május 19.      | Budapest, Üllői úti pálya      | Magyarország | 2 – 0        | Románia      | barátságos   | -            |              |
| 9.           | 1940. szeptember 29. | Budapest, Üllői úti pálya      | Magyarország | 0 – 0        | Jugoszlávia  | barátságos   | -            |              |
| 10.          | 1940. október 6.     | Budapest, Üllői úti pálya      | Magyarország | 2 – 2        | Németország  | barátságos   | 1            | 31'          |
| 11.          | 1940. december 1.    | Genova, Luigi Ferraris Stadion | Olaszország  | 1 – 1        | Magyarország | barátságos   | -            |              |
| 12.          | 1940. december 8.    | Zágráb, Građanski-stadion      | Horvátország | 1 – 1        | Magyarország | barátságos   | -            |              |
| 13.          | 1941. március 23.    | Belgrád, BSK-pálya             | Jugoszlávia  | 1 – 1        | Magyarország | barátságos   | -            |              |
| 14.          | 1941. április 6.     | Köln                           | Németország  | 7 – 0        | Magyarország | barátságos   | -            |              |
| 15.          | 1941. november 16.   | Zürich, Hardturm stadion       | Svájc        | 1 – 2        | Magyarország | barátságos   | -            |              |
| 16.          | 1942. május 3.       | Budapest, Üllői úti pálya      | Magyarország | 3 – 5        | Németország  | barátságos   | -            |              |
| 17.          | 1943. május 16.      | Genf, Charmilles Stadion       | Svájc        | 1 – 3        | Magyarország | barátságos   | -            |              |
|              | Összesen             |                                |              | 17           | mérkőzés     |              | 2            | gól          |